# Olympische Jugend-Sommerspiele 2010/Schwimmen
Bei den Olympischen Jugend-Sommerspielen 2010 in Singapur wurden vom 15. bis 20. August 2010 34 Wettbewerbe im Schwimmen ausgetragen.

## Jungen

### 50 m Freistil
Das Finale fand am 18. August statt.
| Platz | Land       | Athlet         | Zeit  |
| ----- | ---------- | -------------- | ----- |
| 1     | Ukraine    | Andrij Howorow | 22,35 |
| 2     | Australien | Kenneth To     | 22,82 |
| 3     | Spanien    | Aitor Martinez | 22,83 |

 Kevin Leithold belegte mit 23,42 s Platz 7
 Raphaël Stacchiotti belegte mit 23,98 Platz 17

### 100 m Freistil
Das Finale fand am 20. August statt.
| Platz | Land       | Athlet              | Zeit  |
| ----- | ---------- | ------------------- | ----- |
| 1     | Frankreich | Medhy Metella       | 49,99 |
| 2     | Serbien    | Velimir Stjepanović | 50,25 |
| 3     | Australien | Kenneth To          | 50,29 |

 Raphaël Stacchiotti belegte mit 51,67 Platz 12

### 200 m Freistil
Das Finale fand am 16. August statt.
| Platz | Land      | Athlet            | Zeit    |
| ----- | --------- | ----------------- | ------- |
| 1     | Russland  | Andrei Uschakow   | 1:49,81 |
| 2     | Venezuela | Cristian Quintero | 1:49,98 |
| 3     | Kanada    | Jeremy Bagshaw    | 1:50,67 |

 Raphaël Stacchiotti belegte mit 1:55,23 Platz 22

### 400 m Freistil
Das Finale fand am 15. August statt.
| Platz | Land                | Athlet            | Zeit    |
| ----- | ------------------- | ----------------- | ------- |
| 1     | Volksrepublik China | Jun Dai           | 3:50,91 |
| 2     | Südafrika           | Chad le Clos      | 3:51,37 |
| 3     | Venezuela           | Cristian Quintero | 3:53,44 |

### 50 m Rücken
Das Finale fand am 18. August statt.
| Platz | Land                | Athlet             | Zeit  |
| ----- | ------------------- | ------------------ | ----- |
| 1     | Trinidad und Tobago | Christian Homer    | 26,36 |
| 2     | Singapur            | Rainer Kai Wee     | 26,45 |
| 3     | Athleten aus Kuwait | Abdullah Altuwaini | 26,46 |
| 3     | Australien          | Max Ackermann      | 26,46 |

### 100 m Rücken
Das Finale fand am 16. August statt.
| Platz | Land                | Athlet              | Zeit  |
| ----- | ------------------- | ------------------- | ----- |
| 1     | Volksrepublik China | He Jianbin          | 55,16 |
| 2     | Israel              | Yakov-Yan Toumarkin | 55,28 |
| 3     | Norwegen            | Lavrans Solli       | 56,20 |

 Raphaël Stacchiotti belegte mit 57,66 Platz 13

### 200 m Rücken
Das Finale fand am 20. August statt.
| Platz | Land   | Athlet          | Zeit    |
| ----- | ------ | --------------- | ------- |
| 1     | Ungarn | Péter Bernek    | 1:59,18 |
| 2     | Israel | Yakov Toumarkin | 1:59,39 |
| 3     | Ungarn | Balázs Zámbó    | 2:01,60 |

### 50 m Brust
Das Finale fand am 20. August statt.
| Platz | Land       | Athlet           | Zeit  |
| ----- | ---------- | ---------------- | ----- |
| 1     | Kroatien   | Ivan Capan       | 28,55 |
| 2     | Australien | Nicholas Schafer | 28,59 |
| 3     | Rumänien   | Răzvan Tudosie   | 28,69 |

 Simon Beck belegte mit 31,31 s Platz 12

### 100 m Brust
Das Finale fand am 16. August statt.
| Platz | Land       | Athlet           | Zeit    |
| ----- | ---------- | ---------------- | ------- |
| 1     | Australien | Nicholas Schafer | 1:01,38 |
| 2     | Russland   | Anton Lobanow    | 1:01,44 |
| 3     | Italien    | Flavio Bizzarri  | 1:02,22 |

 Simon Beck belegte mit 1:08.42 Platz 26

### 200 m Brust
Das Finale fand am 18. August statt.
| Platz | Land       | Athlet           | Zeit    |
| ----- | ---------- | ---------------- | ------- |
| 1     | Italien    | Flavio Bizzarri  | 2:13,31 |
| 2     | Russland   | Anton Lobanow    | 2:13,65 |
| 3     | Australien | Nicholas Schafer | 2:13,72 |

 Christian vom Lehn belegte mit 2:16,03 Platz 4
 Yannick Käser belegte mit 2:17,78 Platz 6

### 50 m Schmetterling
Das Finale fand am 19. August statt.
| Platz | Land     | Athlet          | Zeit  |
| ----- | -------- | --------------- | ----- |
| 1     | Ukraine  | Andrij Howorow  | 23,64 |
| 2     | Südkorea | Chang Gyu-cheol | 24,05 |
| 3     | Italien  | Tommaso Romani  | 24,80 |

### 100 m Schmetterling
Das Finale fand am 17. August statt.
| Platz | Land      | Athlet              | Zeit  |
| ----- | --------- | ------------------- | ----- |
| 1     | Südkorea  | Chang Gyu-cheol     | 53,13 |
| 2     | Südafrika | Chad le Clos        | 53,31 |
| 3     | Serbien   | Velimir Stjepanović | 53,77 |

### 200 m Schmetterling
Das Finale fand am 20. August statt.
| Platz | Land      | Athlet         | Zeit    |
| ----- | --------- | -------------- | ------- |
| 1     | Ungarn    | Bence Biczó    | 1:55,89 |
| 2     | Südafrika | Chad le Clos   | 1:56,85 |
| 3     | Polen     | Marcin Cieślak | 1:57,68 |

### 200 m Lagen
Das Finale fand am 16. August statt.
| Platz | Land       | Athlet       | Zeit    |
| ----- | ---------- | ------------ | ------- |
| 1     | Südafrika  | Chad le Clos | 2:00,68 |
| 2     | Australien | Kenneth To   | 2:02,51 |
| 3     | Südafrika  | Dylan Bosch  | 2:02,59 |

 Raphaël Stacchiotti belegte mit 2:04,17 Platz 9

### 4 × 100 m Freistil
Das Finale fand am 17. August statt.
| Platz | Land                | Athlet                                                              | Zeit    |
| ----- | ------------------- | ------------------------------------------------------------------- | ------- |
| 1     | Russland            | - Andrei Uschakow - Alexei Azapkin - \|Ilja Lemajew - Anton Lobanow | 3:23,91 |
| 2     | Volksrepublik China | - Sun Bowei - Dai Jun - Wang Ximing - He Jianbin                    | 3:24,46 |
| 3     | Südafrika           | - Chad le Clos - Murray McDougall - Dylan Bosch - Pierre Keune      | 3:24,66 |

### 4 × 100 m Lagen
Das Finale fand am 18. August statt.
| Platz | Land        | Athlet                                                                     | Zeit    |
| ----- | ----------- | -------------------------------------------------------------------------- | ------- |
| 1     | Australien  | - Max Ackermann - Nicholas Schafer - Kenneth To - Justin James             | 3:42,50 |
| 2     | Frankreich  | - Ganesh Pedurand - Thomas Rabeisen - Jordan Coelho - Medhy Metella        | 3:43,84 |
| 3     | Deutschland | - Christian Diener - Christian vom Lehn - Melvin Herrmann - Kevin Leithold | 3:44,22 |

## Mädchen

### 50 m Freistil
Das Finale fand am 20. August statt.
| Platz | Land                | Athletin       | Zeit  |
| ----- | ------------------- | -------------- | ----- |
| 1     | Volksrepublik China | Tang Yi        | 25,40 |
| 1     | Frankreich          | Anna Santamans | 25,40 |
| 3     | Australien          | Emma McKeon    | 25,61 |

 Sarah Rolko belegte mit 27,45 Platz 24

### 100 m Freistil
Das Finale fand am 17. August statt.
| Platz | Land                | Athletin    | Zeit  |
| ----- | ------------------- | ----------- | ----- |
| 1     | Volksrepublik China | Tang Yi     | 54,46 |
| 2     | Australien          | Emma McKeon | 55,37 |
| 3     | Kanada              | Lauren Earp | 56,59 |

 Danielle Villars belegte mit 57,72 s Platz 8
 Sarah Rolko belegte mit 59,56 Platz 32

### 200 m Freistil
Das Finale fand am 18. August statt.
| Platz | Land                | Athletin       | Zeit    |
| ----- | ------------------- | -------------- | ------- |
| 1     | Volksrepublik China | Tang Yi        | 1:58,78 |
| 2     | Ungarn              | Boglárka Kapás | 2:00,99 |
| 3     | Australien          | Emma McKeon    | 2:01,18 |

 Juliane Reinhold belegte mit 2:02,83 Platz 5
 Danielle Villars belegte mit 2:04,89 Platz 8
 Julia Hassler belegte mit 2:06,11 Platz 18

### 400 m Freistil
Das Finale fand am 20. August statt.
| Platz | Land                   | Athletin         | Zeit    |
| ----- | ---------------------- | ---------------- | ------- |
| 1     | Ungarn                 | Boglárka Kapás   | 4:10,37 |
| 2     | Vereinigte Staaten     | Kiera Janzen     | 4:14,28 |
| 3     | Vereinigtes Königreich | Eleanor Faulkner | 4:14,31 |

 Julia Hassler belegte mit 4:17,94 Platz 7

### 50 m Rücken
Das Finale fand am 19. August statt.
| Platz | Land       | Athletin           | Zeit  |
| ----- | ---------- | ------------------ | ----- |
| 1     | Frankreich | Mathilde Cini      | 29,19 |
| 2     | Ukraine    | Daryna Sewina      | 29,34 |
| 3     | Russland   | Alexandra Papuscha | 29,51 |

 Sarah Rolko belegte mit 30,17 Platz 6

### 100 m Rücken
Das Finale fand am 16. August statt.
| Platz | Land                | Athletin           | Zeit    |
| ----- | ------------------- | ------------------ | ------- |
| 1     | Ukraine             | Daryna Sewina      | 1:01,51 |
| 2     | Volksrepublik China | Bai Anqi           | 1:01,97 |
| 3     | Russland            | Alexandra Papuscha | 1:02,15 |

 Sarah Rolko belegte mit 1:05,38 Platz 17

### 200 m Rücken
Das Finale fand am 17. August statt.
| Platz | Land                | Athletin      | Zeit    |
| ----- | ------------------- | ------------- | ------- |
| 1     | Volksrepublik China | Bai Anqi      | 2:11,46 |
| 2     | Vereinigte Staaten  | Kaitlyn Jones | 2:12,20 |
| 3     | Ukraine             | Daryna Sewina | 2:12,31 |

 Dorte Baumert belegte mit 2:16,15 Platz 6
 Sarah Rolko belegte mit 2:21,98 Platz 22

### 50 m Brust
Das Finale fand am 16. August statt.
| Platz | Land     | Athletin               | Zeit  |
| ----- | -------- | ---------------------- | ----- |
| 1     | Kanada   | Rachel Nicol           | 32,06 |
| 2     | Italien  | Martina Carraro        | 32,44 |
| 3     | Portugal | Ana de Pinho Rodrigues | 32,49 |

 Lina Rathsack belegte mit 32,79 Platz 5

### 100 m Brust
Das Finale fand am 18. August statt.
| Platz | Land       | Athletin        | Zeit    |
| ----- | ---------- | --------------- | ------- |
| 1     | Kanada     | Tera van Beilen | 1:08,95 |
| 2     | Australien | Emily Selig     | 1:09,06 |
| 3     | Kanada     | Rachel Nicol    | 1:09,18 |

 Aurelie Waltzing belegte mit 1:14,11 Platz 20

### 200 m Brust
Das Finale fand am 20. August statt.
| Platz | Land       | Athletin        | Zeit    |
| ----- | ---------- | --------------- | ------- |
| 1     | Australien | Emily Selig     | 2:27,78 |
| 2     | Kanada     | Tera van Beilen | 2:29,39 |
| 3     | Japan      | Maya Hamano     | 2:29,75 |

 Aurelie Waltzing belegte mit 2:37,19 Platz 10

### 50 m Schmetterling
Das Finale fand am 18. August statt.
| Platz | Land                | Athletin       | Zeit  |
| ----- | ------------------- | -------------- | ----- |
| 1     | Volksrepublik China | Liu Lan        | 26,97 |
| 2     | Italien             | Elena Di Liddo | 27,06 |
| 3     | Frankreich          | Anna Santamans | 27,31 |

### 100 m Schmetterling
Das Finale fand am 20. August statt.
| Platz | Land                   | Athletin      | Zeit    |
| ----- | ---------------------- | ------------- | ------- |
| 1     | Volksrepublik China    | Liu Lan       | 59,67   |
| 2     | Spanien                | Judit Ignacio | 1:00,07 |
| 3     | Vereinigtes Königreich | Rachael Kelly | 1:00,26 |

### 200 m Schmetterling
Das Finale fand am 16. August statt.
| Platz | Land                | Athletin       | Zeit    |
| ----- | ------------------- | -------------- | ------- |
| 1     | Ungarn              | Boglárka Kapás | 2:08,72 |
| 2     | Spanien             | Judit Ignacio  | 2:10,11 |
| 3     | Volksrepublik China | Liu Lan        | 2:11,94 |

 Lena Kalla belegte mit 2:14,11 Platz 6
 Julia Hassler belegte mit 2:18,53 Platz 13

### 200 m Lagen
Das Finale fand am 15. August statt.
| Platz | Land               | Athletin              | Zeit    |
| ----- | ------------------ | --------------------- | ------- |
| 1     | Vereinigte Staaten | Kaitlyn Jones         | 2:14,53 |
| 2     | Russland           | Kristina Kotschetkowa | 2:15,13 |
| 3     | Tschechien         | Barbora Závadová      | 2:15,36 |

### 4 × 100 m Freistil
Das Finale fand am 19. August statt.
| Platz | Land                | Athletin                                                        | Zeit    |
| ----- | ------------------- | --------------------------------------------------------------- | ------- |
| 1     | Volksrepublik China | - Liu Lan - Bai Anqi - Chang Wang - Tang Yi                     | 3:46,64 |
| 2     | Deutschland         | - Juliane Reinhold - Lena Kalla - Dorte Baumert - Lina Rathsack | 3:49,02 |
| 3     | Kanada              | - Lindsay Delmar - Tera van Beilen - Rachel Nicol - Lauren Earp | 3:49,12 |

### 4 × 100 m Lagen
Das Finale fand am 16. August statt.
| Platz | Land        | Athletin                                                                            | Zeit    |
| ----- | ----------- | ----------------------------------------------------------------------------------- | ------- |
| 1     | Australien  | - Madison Wilson - Emily Selig - Zoe Johnson - Emma McKeon                          | 4:09,68 |
| 2     | Russland    | - Alexandra Papuscha - Olga Detenjuk - Kristina Kotschetkowa - Jekaterina Andrejewa | 4:11,07 |
| 3     | Deutschland | - Dorte Baumert - Lina Rathsack - Lena Kalla - Juliane Reinhold                     | 4:11,76 |

## Gemischte Wettbewerbe

### 4 × 100 m Freistil
Das Finale fand am 15. August statt.
| Platz | Land                | Athletin                                                         | Zeit    |
| ----- | ------------------- | ---------------------------------------------------------------- | ------- |
| 1     | Volksrepublik China | - Sun Bowei - Tang Yi - Liu Lan - He Jianbin                     | 3:31,34 |
| 2     | Australien          | - Kenneth To - Emma McKeon - Madison Wilson - Justin James       | 3:31,69 |
| 3     | Frankreich          | - Medhy Metella - Anna Santamans - Mathilde Cini - Jordan Coelho | 3:35,90 |

 Deutschland belegte mit Melvin Herrmann, Lina Rathsack, Juliane Reinhold und Kevin Leithold in 3:36,06 Platz 5

### 4 × 100 m Lagen
Das Finale fand am 20. August statt.
| Platz | Land                | Athletin                                                                       | Zeit    |
| ----- | ------------------- | ------------------------------------------------------------------------------ | ------- |
| 1     | Volksrepublik China | - He Jianbin - Wang Ximin - Liu Lan - Tang Yi                                  | 3:52,52 |
| 2     | Russland            | - Alexandra Papuscha - Anton Lobanow - Kristina Kotschetkowa - Andrei Uschakow | 3:55,29 |
| 3     | Australien          | - Max Ackermann - Emily Selig - Kenneth To - Emma McKeon                       | 3:55,63 |

## Medaillenspiegel
|       | Medaillenspiegel       | Medaillenspiegel | Medaillenspiegel | Medaillenspiegel | Medaillenspiegel |
| Platz | Land                   | G                | S                | B                | Gesamt           |
| ----- | ---------------------- | ---------------- | ---------------- | ---------------- | ---------------- |
| 1     | China                  | 11               | 2                | 1                | 14               |
| 2     | Australien             | 4                | 6                | 6                | 16               |
| 3     | Ungarn                 | 4                | 1                | 1                | 6                |
| 4     | Frankreich             | 3                | 1                | 2                | 6                |
| 5     | Ukraine                | 3                | 1                | 1                | 5                |
| 6     | Russland               | 2                | 5                | 2                | 9                |
| 7     | Kanada                 | 2                | 1                | 4                | 7                |
| 8     | Südafrika              | 1                | 3                | 2                | 6                |
| 9     | Italien                | 1                | 2                | 2                | 7                |
| 10    | Vereinigte Staaten     | 1                | 2                | –                | 3                |
| 11    | Südkorea               | 1                | 1                | –                | 2                |
| 12    | Kroatien               | 1                | –                | –                | 1                |
| 12    | Trinidad und Tobago    | 1                | –                | –                | 1                |
| 14    | Spanien                | –                | 2                | 1                | 3                |
| 15    | Israel                 | –                | 2                | –                | 2                |
| 16    | Deutschland            | –                | 1                | 2                | 3                |
| 17    | Serbien                | –                | 1                | 1                | 2                |
| 17    | Venezuela              | –                | 1                | 1                | 2                |
| 19    | Singapur               | –                | 1                | –                | 1                |
| 20    | Vereinigtes Königreich | –                | –                | 2                | 2                |
| 21    | Athleten aus Kuwait    | –                | –                | 1                | 1                |
| 21    | Tschechien             | –                | –                | 1                | 1                |
| 21    | Japan                  | –                | –                | 1                | 1                |
| 21    | Norwegen               | –                | –                | 1                | 1                |
| 21    | Polen                  | –                | –                | 1                | 1                |
| 21    | Portugal               | –                | –                | 1                | 1                |
| 21    | Rumänien               | –                | –                | 1                | 1                |
| Total | Total                  | 35               | 33               | 35               | 103              |